# كارولين هيرشل
كارولين هيرشل (بالألمانية:  Caroline Herschel) ‏ (16 مارس 1750 - 9 يناير 1848) هي عالمة فلك ألمانية. وهي أخت العالم ويليام هيرشل، وقد عملا معاً طوال حياتهما المهنية. ساهمت في اكتشافات في علم الفلك أهمها اكتشاف المذنب 35ب هيرشل ريجوليه.

## حياتها
ولدت هيرشيل في هانوفر. وكان والدها، إسحاق هيرشيل موسيقي، وحصل جميع الأطفال على التعليم الموسيقي. وكان والدها من عائلة يهودية، ولكن على ما يبدو كانت والدتها لم اليهودية. [ 1 ] كان هيرشيل وثيق ولا سيما ل أخيها، وليام، الذي كان مضى عليها أكثر من 12 عاما لها. انتقل ويليام إلى إنجلترا في -1766 . بعد وفاة والدهم، وليام أقنع الأم والأشقاء للسماح كارولين للانضمام إليه في انكلترا. في ذلك الوقت، كان ويليام الأرغن ومدرس موسيقى في مدينة باث وجنوب إنجلترا. درس كارولين شعره، ويقوم كمغنية والعروض عازف منفرد فازوا. وقالت انها تلقت دعوة للمشاركة بصفة عازف منفرد في برمنغهام، لكنها رفضت هذا الأمر، وبالتالي أعطى الموسيقى الوظيفي مستقلة.كم
في ذلك الوقت، وكان وليام مشغول بالفعل مع هوايته، وعلم الفلك، وأصبح في وقت لاحق المهنية الأساسي. وقال إنه يشاطر المعرفة المكتسبة كارولين، وحماسه سرعان ما تصاب به. انها ساعدته على حد سواء في بناء التلسكوبات، المجال الذي برع، ومراقبة من خلال. مع مرور الوقت وبنى لها التلسكوبات الخاصة، وعندما لم بحاجة إلى المساعدة، وقالت انها وضع ملاحظاتها الخاصة. وتضمنت الاكتشافات، بين 1783 و1797 مجرة تابعة ل مجرة المرأة المسلسلة (على الرغم من أنه تبين فيما بعد أن هذا الشخص تم اكتشافه من قبل عالم الفلك الفرنسي تشارلز ميسير)، و8 المذنبات، 5 منها مما لا شك فيه اكتشاف لهم أولا.
منذ 1787 هيرشيل ديه معاشات التقاعد الخاصة من القصر الملكي، اتهم بمساعدة شقيقها. بدل، بلغ مجموعها 50 جنيه، كانت تعطى رسميا من قبل الملكة شارلوت.
كانت معروفة هيرشيل قيمة فهرس كل سماء جثة حتى الآن. ويستند الفهرس على كتالوج جون فلامستيد، وكان يستخدم في ذلك الوقت، واضاف قائمة من الملاحظات من النجوم ضمن قائمة من الأخطاء، وقائمة من مئات النجوم التي ظهرت في الكتالوج الأصلي. نشرت كتالوج هيرشيل في عام 1798 من قبل الجمعية الملكية.
بعد وفاة شقيقها، في عام 1822، عاد إلى مسقط رأسها كارولين من هانوفر. هناك، واصلت عملها العلمي، صدقت الملاحظات شقيقها، وأجرى كتالوج من السدم (السدم)، واستخدام غير الشقيق القديم، جون. توفيت في عام 1848، الذين تتراوح أعمارهم بين 98 ودفن في هانوفر.

## روابط خارجية
- كارولين هيرشل على موقع الموسوعة البريطانية (الإنجليزية)
- كارولين هيرشل على موقع إن إن دي بي (الإنجليزية)